# شارین‌غول
شارین‌غول (به زبان مغولی: Шарынгол، [Šaryngol]؛ ᠱᠠᠷ᠎ᠠ ᠶᠢᠨ ᠭᠣᠣᠯ، [šar-a-yin ɣoul]) شهر و شهرستانی در استان دارخان‌اول کشور مغولستان است که در سال ۱۹۹۷ میلادی دارای - نفر جمعیت بوده و 
در سال ۲۰۰۸ با رشدی معادل -۲٫۸% (-۱٬۱۰۴ نفر)، تعداد سکنه‌های آن به ۷٬۷۹۸ رسیده‌است.

## تقسیمات اداری
شهرستان شارین‌غول متشکل از ۳ قصبه (باغ) می‌باشد، شامل:
- خایرخان (مغولی: Хайрхан баг، [Xajrxan bag]؛ ᠬᠠᠶᠢᠷᠬᠠᠨ ᠪᠠᠭ، [qayirqan baɣ])
- دارخان (مغولی: Дархан баг، [Darxan bag]؛ ᠳᠠᠷᠬᠠᠨ ᠪᠠᠭ، [darqan baɣ])
- سانجینت (مغولی: Санжинт баг، [Sanžint bag]؛ ᠰᠠᠨᠵᠢᠨᠲᠤ ᠪᠠᠭ، [sanjintu baɣ])